# Kleiput

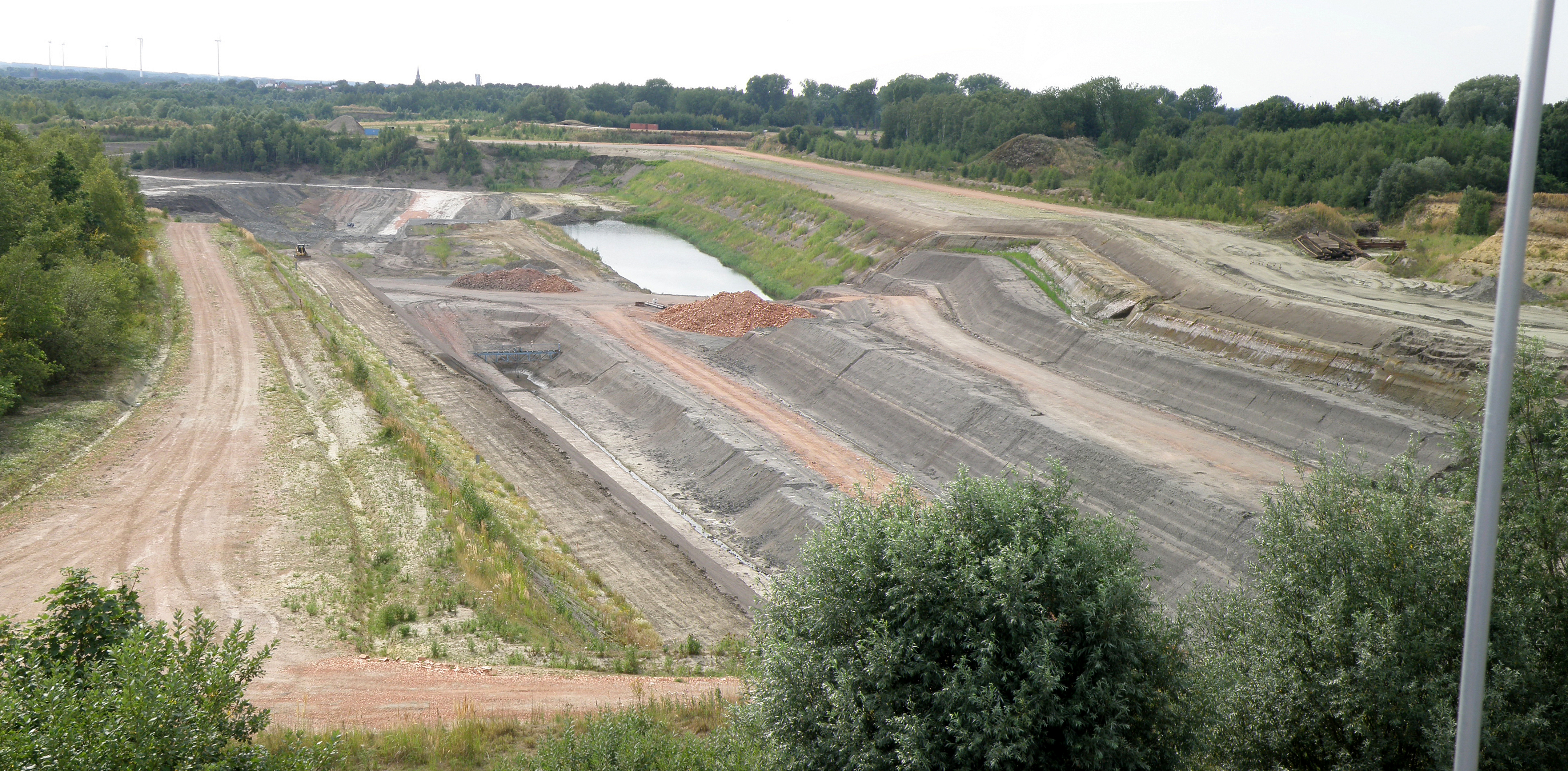
Een kleiput in Rumst

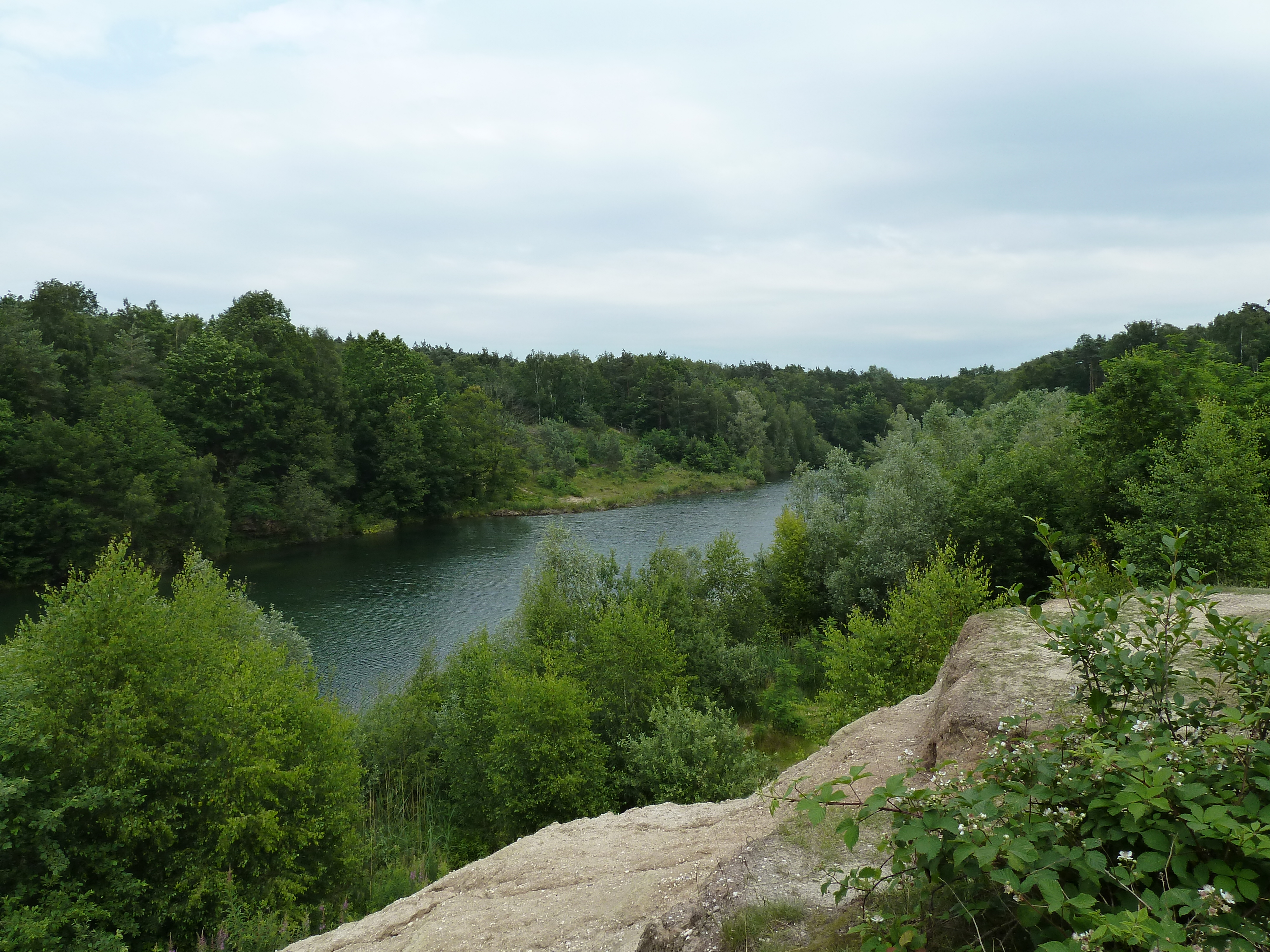
Een niet langer in gebruik zijnde kleiput in het gebied van de Jammerdaalse Heide bij Venlo

Een kleiput, kleiwinput, kleigat, kleigroeve of tichelgat is een uitgraving in het landschap ten behoeve van het winnen van klei.
In veel gevallen gaat het om rivierklei die gewonnen wordt in de uiterwaarden van rivieren door daar de bovenlaag klei af te graven. Er zijn echter ook kleiputten in kustgebieden waar zeeklei wordt gewonnen.
Bij kleiputten vindt men vaak steenfabrieken, omdat klei wordt gebruikt als grondstof ten behoeve van het bakken van bakstenen en dakpannen. Als bij oude steenfabrieken de klei eromheen al is afgegraven wordt deze soms vanaf andere, wat verder afgelegen afgravingen aangevoerd. Klei is niet te verwarren met keileem.
Kleigaten ontstonden ook wel bij het omwoelen van de grond waarbij de vruchtbare klei werd uitgestoken (kleidelven genoemd) en over armere gronden werd verspreid voor de bodemverbetering. Hieraan kwam een einde met de introductie van de kunstmest.
Als de ondergrond daarvoor geschikt is wordt de kleiput verder uitgebaggerd en ontstaat er een zandgat ten behoeve van de zand- en grindwinning. Het verschil met een kleiput is vaak zichtbaar aan het feit dat voor een zandgat een toegang vanaf de rivier werd gemaakt, om het mogelijk te maken dat een baggermolen of zandzuiger het gat in kon varen en beunschepen of bakken het zand en grint daarna over water afvoeren. Zand- en grintvervoer over water is vele malen goedkoper dan over de weg of via het spoor.

## Lijst kleiputten
België
- Kleiputten (Beerse), kleiputten en natuurgebied te Beerse
- Kleiputten (Boom), kleiputten en natuurgebied (De Schorre) te Boom
- Viconia Kleiputten, kleiputten en natuurgebied te Diksmuide
- Kleiputten van Heist
- Kleiputten (Kortrijk)
- Kleiputten (Ploegsteert)
- Kleiputten (Roeselare), kleiputten en natuurgebied te Roeselare
- Kleiputten (Rumst), kleiputten en natuurgebied te Rumst
- Kleiputten (Rijkevorsel)
- Kleiputten (Schelle)
- Kleiputten (Tielrode)
- Kleiputten van Wenduine

Nederland
- Kleiputten (Schellinkhout), kleiputten bij Schellinkhout
- Kleiput Vatrop, kleiput ten noorden van Vatrop

Canada
- Clay Pits, verlaten gehucht vernoemd naar omliggende kleiputten